# Арсенид рутения
Арсенид рутения — бинарное неорганическое соединение 
рутения и мышьяка
с формулой RuAs,
кристаллы.

## Получение
- В природе встречается минерал рутенарсенид — RuAs с примесью никеля [1][2].

- Спекание стехиометрических количеств порошкообразного рутения и мышьяка:

{\displaystyle {\mathsf {Ru+As\ {\xrightarrow {T}}\ RuAs}}}

## Физические свойства
Арсенид рутения образует кристаллы
ромбической сингонии, пространственная группа P nma, параметры ячейки a = 0,570 нм, b = 0,325 нм, c = 0,627 нм, Z = 4,
структура типа фосфида марганца MnP
.
При температуре 1,8 К переходит в сверхпроводящее состояние .